# Galois (månekrater)
Galois er et stort nedslagskrater på Månen. Det befinder sig på den sydlige halvkugle på Månens bagside og er opkaldt efter den franske matematiker Évariste Galois (1812 – 1832).
Navnet blev officielt tildelt af den Internationale Astronomiske Union (IAU) i 1970. 

## Omgivelser
Galoiskrateret ligger lige sydøst for et andet stort krater af typen bjergomgiven slette, Korolevkrateret, som har næsten dobbelt så stor diameter som Galois. Adskillige hundrede kilometer stik syd ligger et andet enormt krater, Apollokrateret.

## Karakteristika
Det er et stærkt eroderet krater, hvis rand er blevet omformet af nedslag, særlig mod nordvest, hvor det ligger nær Korolev. Noget indfaldet materiale danner en indadgående bule langs den sydlige rand, som er ramt af nedslaget Galois Q. I kraterbunden findes også adskillige betydende kratere, hvoraf kraterne Galois A og Galois L danner et næsten matchende par nær midtpunktet. Langs den nordøstlige rand ligger Galois B og Galois C, mens Galois U ligger op mod den nordvestlige indre kratervæg. Den mest intakte og næsten jævne del af kraterbunden er den sydvestlige, indre del.
Et lille, unavngivet nedslagskrater beliggende langs den nordøstlige rand af Galois har forholdsvis høj albedo og ligger i centrum af et lille strålesystem. Strålerne fra dette nedslag er de mest fremtrædende mod nord, hvor de krydser kraterbunden i krateret Mechnikov. Kratere med et strålingssystem anses for at tyde på et forholdsvis nyt nedslag, eftersom stråler hele tiden nedbrydes af erosionspåvirkning fra rummet.

## Satellitkratere
De kratere, som kaldes satellitter, er små kratere beliggende i eller nær hovedkrateret. Deres dannelse er sædvanligvis sket uafhængigt af dette, men de får samme navn som hovedkrateret med tilføjelse af et stort bogstav. På kort over Månen er det en konvention at identificere dem ved at placere dette bogstav på den side af satellitkraterets midte, som ligger nærmest hovedkrateret. Galoiskrateret har følgende satellitkratere:
| Galois | Længde  | Bredde   | Diameter |
| ------ | ------- | -------- | -------- |
| A      | 14,0° S | 152,5° V | 54 km    |
| B      | 11,3° S | 151,8° V | 20 km    |
| C      | 12,4° S | 150,5° V | 22 km    |
| F      | 13,9° S | 146,4° V | 13 km    |
| H      | 15,2° S | 150,9° V | 19 km    |
| L      | 15,5° S | 152,0° V | 51 km    |
| M      | 16,1° S | 152,4° V | 18 km    |
| Q      | 15,2° S | 154,7° V | 132 km   |
| S      | 14,5° S | 154,9° V | 18 km    |
| U      | 13,2° S | 154,7° V | 35 km    |

## Måneatlas
- Billeder af Galoiskrateret i LPI-måneatlasset